# 週刊ラジオアニメック
週刊ラジオアニメック（しゅうかんラジオアニメック）は、1981年4月11日から1982年10月9日まで東海ラジオで土曜日23:30 - 24:00に放送されていたラジオ番組。番組名の正式表記は『週刊Radioアニメック』。本稿では後継番組である『ラジオアニメック・決定!アニメ最前線』についても記載する。

## 週刊ラジオアニメック

### 概要
- 第1次アニメブームの最中に放送を開始し、1年半に亘って78回放送された俗に言うアニラジの走りの一つである。
- 番組冒頭に｢週刊ラジオアニメック第○号（放送回数）は、これから放送で〜す｣、番組途中に「週刊ラジオアニメック第○号は、只今放送中で〜す」、番組最後に「週刊ラジオアニメック第○号は、これで終了で〜す」という雄叫びのようなフレーズが入る。これは1970年代に流れた週刊新潮の「週刊新潮は今日発売で～す」というテレビコマーシャルのパロディである。
- 放送開始から半年後の1981年10月からは北海道と福岡に、更にその半年後の1982年4月からは大阪にネットされた。

### 出演者
- 肝付兼太 - 週刊ラジオアニメック編集長
- 秋山るな - アシスタント、雄叫びフレーズも担当
- 岡本りん子 - 自称、日本初のアニメリポーター
- 小牧雅伸 - アニメック編集長（当時）

### 公開録音
1981年11月1日、東海ラジオ本社で初の公開録音が行われ、同月14日・21日に放送された。ゲストは中尾隆聖とかおりくみこ。収録日の午前4時からファンが東海ラジオ前に行列を作り、約300名のファンが訪れた。アニメ主題歌当てクイズやアニメ番組や声優に関する質疑応答などが行われた（中日新聞とアニメック本誌第22号より）。

### 使用曲
- オープニング・エンディング - 『ドック』（アール・クルー）

### ネット局
- STVラジオ：木曜日 21:00 - 21:30 （1981年10月 - 1982年3月）→ 土曜日 23:30 - 24:00 （1982年4月 - 1982年9月）
- ラジオ大阪：日曜日 22:00 - 22:30 （1982年4月 - 1982年9月）
- 九州朝日放送：日曜日 21:30 - 22:00 （1981年10月 - 1982年9月）

## ラジオアニメック・決定!アニメ最前線

### 概要
- 『週刊ラジオアニメック』終了後、1982年10月より開始、1984年9月30日まで放送。制作がニッポン放送に移り、ラジオ大阪・東海ラジオ・STVラジオ・KBCラジオの5局ネットで放送された。

ニッポン放送での放送時間は毎週日曜日 21:00 - 21:30 （1982年10月 - 1983年3月）→ 毎週日曜日 21:30 - 22:00 （1983年4月 - 1984年9月）。

### テーマ曲
- 菊池ひみこ「Sunburned Hip」（アルバム『WOMAN』収録）

### 出演者
- はた金次郎
- 小山茉美
- 鶴ひろみ
- 上村貢聖
- 岡本りん子
- 竹井ちよみ
- ミンキー・ヤス

### ネット局
特に注記のないものは、1982年10月から1984年9月まで通して放送時間変更無し。
- STVラジオ：土曜日 23:30 - 24:00
- 東海ラジオ：土曜日 23:30 - 24:00
- ラジオ大阪：日曜日 20:30 - 21:00 （1982年10月 - 1983年3月）→ 土曜日 21:30 - 22:00 （1983年4月 - 1984年9月）
- 九州朝日放送：日曜日 21:30 - 22:00

| 東海ラジオ放送 土曜日23:30 - 24:00 枠 （1981年4月 - 1982年9月）               | 東海ラジオ放送 土曜日23:30 - 24:00 枠 （1981年4月 - 1982年9月） | 東海ラジオ放送 土曜日23:30 - 24:00 枠 （1981年4月 - 1982年9月） |
| 前番組                                                                        | 番組名                                                          | 次番組                                                          |
| ----------------------------------------------------------------------------- | --------------------------------------------------------------- | --------------------------------------------------------------- |
| 財津和夫の人生ゲーム                                                          | 週刊ラジオアニメック                                            | ラジオアニメック・決定!アニメ最前線                             |
| ニッポン放送 日曜日21:00 - 21:30 枠 （1982年10月 - 1983年3月 ナイターオフ枠） |                                                                 |                                                                 |
| 1981年度 森山良子 サウンドコレクション （21:00 - 22:00）                      | 1982年度 ラジオアニメック・決定!アニメ最前線                    | 1983年度 ライブオン! 少年隊                                     |
| ニッポン放送 日曜日21:30 - 22:00 枠 （1983年4月 - 1984年9月）                 |                                                                 |                                                                 |
| シブがき隊 ホット!ヒット!!はっと!?                                            | ラジオアニメック・決定!アニメ最前線                             | 真田広之 すてきにワイルドONE                                    |